# Associação de Batistas Acolhedores e Afirmadores
A Associação de Batistas Acolhedores e Afirmadores (em inglês:   Association of Welcoming and Affirming Baptists, AWAB) é uma associação cristã evangélica internacional de Igrejas batistas. A sede está localizada em Louisville.
A missão da AWAB é criar e apoiar uma comunidade de igrejas, organizações e indivíduos comprometidos com a inclusão de pessoas LGBT na vida e missão das igrejas batistas. É reconhecida como a única organização dedicada exclusivamente ao acolhimento e afirmação dentro da tradição batista.

## História
A Associação foi fundada por uma dúzia de igrejas das American Baptist Churches USA favoráveis à inclusão de pessoas LGBTQ em 1993 em San Jose (Califórnia). Em 1996, cinco dessas igrejas foram expulsas de sua denominação por apoiar a AWAB. Em 2007, tinha 69 igrejas membros.
Em 2011, a Associação de Batistas Acolhedores e Afirmativos ganhou um estande no salão de exposições da Bienal da ABCUSA após 20 anos de proibição. De acordo com um censo da associação, em 2022 tinha 141 igrejas-membro em 3 países.
Desde 2024, Rev. Dr. Brian Henderson é o diretor-executivo da AWAB.